# 表面電漿子
表面電漿子（surface plasmon，SPs）又称表面等离激元，是存在於任兩個其介電函數的實部在穿越交界面時改變正負號的物質的交界面間（例如：一個金屬-介電介面，如在空氣中的金屬片）的相干電子震盪。SPs含有的能量低於體積電漿子，體積電漿子是和在電子氣的容積中的正離子核有關的縱向電子震盪的量子化。當SPs與一個光子偶合，將會產生一個表面電漿子-電磁極化子（Surface Plasmon Polariton、SPP）。這個SPP可以沿著金屬表面傳導直到能量流失後被金屬吸收或放射到自由空間中。表面電漿子的存在是由Rufus Ritchie在1957年首先預測出。